# Tate Montoya
José María Montoya López, conocido artísticamente como Tate Montoya (Hinojal, Cáceres, c. 1948 - Sevilla, 23 de mayo de 2013)
fue un cantante, compositor y presentador de televisión español.

## Biografía no artística
A los pocos días de nacer, su familia se trasladó a Utrera, ciudad natal de su padre, el cantante Enrique Montoya, y vivió allí desde entonces.
Estudió Ingeniería Técnica Industrial, ejerciéndola durante los diez años que trabajó en una empresa de automoción. Llegó a ser concejal del Ayuntamiento de Utrera.

## Vida artística
Vinculado como autor desde muy joven al mundo de la canción y al flamenco, compuso temas para Enrique Montoya, Pansequito, Los marismeños, Los del Río, El Mani, entre otros.
Grabó su primer disco en el año 1989. Lanzó al mercado discográfico ocho productos con varias casas (Fods, Zafiro, Lunadisco), y participó en colaboraciones en álbumes de otros artistas como Ana Belén, Los Sabandeños, José A. Rodríguez, Jesús Lavilla, Guillermo González Rubalcaba, Manolo Nieto, Jesús Bola, David Montoya, entre otros.
En el 2000 representó por teatros y pequeños espacios culturales el espectáculo Coplas de la mar, el amor y la tierra
En el 2006 estrenó como autor y director el musical flamenco Opre-Romnia (Adelante Gitana), protagonizado por mujeres de etnia gitanas de cuatro generaciones, no profesionales.
Después de doce años sin grabar, decide en 2006 efectuar el trabajo que presenta en CD como Historias de calle, disco intimista donde se aprecia un mestizaje entre el flamenco y la música latina.

## Presentador de televisión
Durante los años 1991 a 1994 presentó el programa Tal como somos en Canal Sur. En 1994 a 1996 sustituyó a Jesús Puente en Tele 5 para presentar  Su media naranja. En otoño de 1996 presentó en TVE el magazín Mañanas de Primera junto a Laura Valenzuela. para volver en 1998 a Canal Sur para presentar La noche mas Hermosa.

## Productor discográfico
En 1992 fundó los Estudios Discográficos Bajañí, y con el sello discográfico Lunadisco realizó más de 30 producciones de diversos géneros musicales, entre los que predomina el flamenco.

## Problemas de salud y fallecimiento
En 2008 sufrió un aneurisma de aorta del que se fue recuperando poco a poco. En 2013 sufrió una recaída que le obligó a someterse a una operación que no pudo superar, falleciendo el 23 de mayo de 2013 en el Hospital Virgen del Rocío de Sevilla.

## Actividad literaria
- Poesías: Las Cuatro Estaciones (2010).
- Narrativa: El Barco (2012).
- Encadenados (2013)